# Souimanga à tête bleue
Cyanomitra oritis
Espèce
Statut de conservation UICN

 LC  : Préoccupation mineure
Le Souimanga à tête bleue (Cyanomitra oritis) est une espèce de passereaux de la famille des Nectariniidae.
Son aire s'étend à travers le Grassland (Cameroun) et Bioko.